# Shitty Media Men
Shitty Media Men est une feuille Google Sheets documentée de façon participative créée en octobre 2017 qui recueillait des allégations et des rumeurs d'inconduite sexuelle (en) contre environ 70 hommes dans l'industrie des médias, en particulier à New York. Moira Donegan, ancienne rédactrice en chef adjointe de The New Republic, a initialement commencé la feuille de calcul en ligne de manière anonyme.

## Création initiale
En octobre 2017, Moira Donegan a publié la feuille de calcul, qui a permis à des personnes anonymes de compléter les « réseaux de chuchotement » existants sur les allégations de harcèlement sexuel et de violence dans l'industrie des médias. La liste, sous la forme d'une feuille de calcul Google partagée, a été active pendant environ 12 heures, période pendant laquelle elle est rapidement devenue un phénomène viral (en) dans les cercles médiatiques. En apprenant que BuzzFeed avait l'intention de publier un article à ce sujet, Donegan l'a retiré.

## Réactions
Le 16 octobre 2017, Mike Cernovich (en), une personnalité des médias sociaux de droite, a tweeté qu'il était prêt à payer 10 000 $ pour une copie de la liste. Cernovich a déclaré plus tard qu'une source lui avait envoyé la liste mais qu'il « a insisté pour ne rien accepter ». Le 21 octobre, Cernovich a promis de publier les noms listés, mais après avoir identifié deux journalistes, il a consulté son avocat et a retenu le reste.
Le 25 octobre 2017 - après avoir obtenu une copie de la liste - Politico a contacté plusieurs publications qui collaboraient avec des écrivains figurant sur la liste. Le New York Times a expliqué que dans la mesure où aucune plainte interne n'avait été déposée, il n'y avait pas eu d'enquête. L'éditeur du magazine new-yorkais, New York Media, a déclaré que dans le cas de ses employés figurant sur la liste, « nous avons examiné si une action était appropriée et avons agi en conséquence. C'est la politique de New York Media de ne pas divulguer publiquement les conclusions ou les mesures prises à la suite de ce processus afin de préserver la nature confidentielle et sensible de ces questions. » En ce qui concerne les écrivains de BuzzFeed mentionnés sur la liste, un membre du personnel a déclaré que les noms n'étaient pas une surprise totale pour beaucoup et que la réputation de ces hommes les avait précédés.
La liste contenait également les noms de plusieurs employés de The New Republic et The New Yorker, avec de multiples accusations portées contre eux, indiquées par des entrées dans la liste surlignées en rouge. Comme Vox l'a souligné « aucun des hommes qui figurent sur la liste Shitty Media Men, même ceux qui ont été accusés de plusieurs chefs de viol, n'ont fait face à des accusations criminelles »,.

## Impact
Le 27 octobre 2017, The Atlantic a mis fin à l'emploi du rédacteur en chef Leon Wieseltier (en), qui figurait parmi les personnes nommées dans la liste, en raison d'allégations de harcèlement sexuel,.
En novembre 2017, BuzzFeed a ouvert une enquête sur les employés de leur personnel nommés sur la liste, y compris son correspondant à la Maison Blanche, Adrian Carrasquillo. En décembre 2017, à la suite d'une nouvelle plainte pour commentaires inappropriés adressée à un collègue, Carrasquillo est licencié par BuzzFeed pour avoir enfreint leur code de conduite.
Le 6 décembre 2017, Lorin Stein (en), le rédacteur en chef de The Paris Review, a démissionné au milieu d'une enquête interne sur son comportement envers les employées et les écrivaines. Il avait informé les membres du conseil d'administration que son nom figurait sur cette liste compilant des allégations anonymes de harcèlement et d'inconduite d'hommes dans l'édition et les médias. Il a également démissionné de son poste de rédacteur en chef de Farrar, Straus et Giroux.

## Article présuméde Harper
En janvier 2018, alors que la liste était encore en discussion dans les médias, une rumeur fait surface, selon laquelle Harper prévoyait de publier le nom de la personne créatrice de la liste dans un article écrit par Katie Roiphe (en). Ceci a suscité des inquiétudes concernant le doxing et la sécurité de la créatrice de la liste. Les rumeurs ont incité Moira Donegan à se présenter de manière préventive en tant que créatrice de la liste,.

## Procès
Le 10 octobre 2018, Stephen Elliott, un écrivain basé à la Nouvelle-Orléans et fondateur du site littéraire The Rumpus a déposé une plainte fédérale dans le district Est de New York contre « Moira Donegan et Jane Does (1-30) » réclamant 1,5 million de dollars de dommages et intérêts,,. Donegan est représenté par Robbie Kaplan (en) cofondateur du Time's Up Legal Defence Fund. Elliott est représenté par Andrew Miltenberg, un avocat de la défense contre les agressions sexuelles,,,,. Le procès d'Elliott vise à rendre publique l'identité de ceux qui ont contribué à la feuille de calcul Google participative,,,,.
Google aurait déclaré au Daily Beast qu'il « s'opposerait à toute tentative de M. Elliott d'obtenir de nous des informations sur ce document ».
Donegan a tenté de faire rejeter le procès pour plusieurs motifs. En juin 2020, la juge fédérale de New York, LaShann DeArcy Hall, a rejeté sa requête en révocation au motif qu'Elliott est une personnalité publique qui devrait faire preuve d'une réelle malveillance pour l'emporter. Hall a statué que «le degré d'implication du demandeur dans une controverse entourant l'agression sexuelle, le harcèlement sexuel et le consentement sur le lieu de travail, le cas échéant, est de minimis. [. . . ] Le défendeur a ordonné à la Cour de ne citer que quelques références indirectes au harcèlement sexuel ou aux blagues obscènes sur le lieu de travail dans les écrits et les entretiens du demandeur. Et la Cour n'est pas disposée à conclure que les écrits et entretiens plus approfondis du demandeur sur le sexe, le BDSM et les agressions sexuelles - sans rapport avec les problèmes du lieu de travail - le transforment en une personnalité publique en ce qui concerne la controverse ici». Elle a ensuite affirmé qu'elle bénéficiait de l'immunité de responsabilité en vertu de l'article 230 de la Communications Decency Act, qui accorde aux fournisseurs et aux utilisateurs de services technologiques une immunité assez large pour le contenu de tiers. Le juge Hall a conclu de manière préliminaire que « Donegan se qualifie en tant que fournisseur d'un service informatique interactif », mais a ajouté : "À l'inverse, la Cour n'est pas en mesure de conclure qu'il ressort clairement de la plainte que les allégations contre le demandeur incluses dans la liste ont été fournies au défendeur par un autre fournisseur de contenu d'information. » Hall a trouvé possible que Donegan ait créé elle-même l'entrée d'Elliot et a permis à l'affaire d'aller de l'avant jusqu'à la découverte sur cette question. Elliot a également fait valoir que Donegan avait détruit des preuves liées au problème lorsqu'elle avait été informée qu'elle pourrait faire face à une responsabilité légale,.
En mars 2022, Donegan a échoué dans une autre procédure pour faire rejeter la poursuite.